# Bernartice, Trutnov
Bernartice là một làng thuộc huyện Trutnov, vùng Královéhradecký, Cộng hòa Séc.